# Viktor Orbán
Pour les articles homonymes, voir Orban.
Dans le nom hongrois Orbán Viktor, le nom de famille précède le prénom, mais cet article utilise l’ordre habituel en français Viktor Orbán, où le prénom précède le nom.
Viktor Orbán (/ˈviktoɾ ˈoɾbaːn/), né le 31 mai 1963 à Székesfehérvár, est un homme d'État hongrois d'extrême droite. Cofondateur du parti Fidesz-Union civique hongroise (Fidesz-MPSZ), il est Premier ministre de Hongrie de 1998 à 2002 et depuis 2010.
Il s'engage en politique à 24 ans contre le régime communiste, puis participe à la fondation du Fidesz-MPSZ, un parti chrétien-démocrate dont il prend la tête en 1993. Il est député à l'Assemblée nationale depuis 1990.
Après les élections législatives de 1998, remportées par les partis de droite, il devient Premier ministre. Défait de justesse par les socialistes quatre ans plus tard, il dirige ensuite l'opposition de droite pendant huit ans.
Il emporte une large victoire aux élections de 2010. Avec la majorité absolue des voix et les deux tiers des sièges de l'Assemblée nationale, il présente une nouvelle Constitution, promulguée en 2012. Il renforce le rôle de l'État dans l'économie, le contrôle sur les institutions financières et la lustration des anciens communistes. Cette politique lui vaut la réprobation de l'Union européenne, des États-Unis et de la plupart des médias occidentaux.
Reconduit pour un troisième mandat à la suite des élections de 2014, il promeut l'illibéralisme, affirme les racines chrétiennes de l'Europe et s'oppose à l'immigration, déclarant défendre l'État-nation lors de la crise migratoire en Europe, ce qui lui vaut des accusations de populisme. Cette crise coïncide avec la renaissance du groupe de Visegrád. Il est reconduit dans ses fonctions en 2018 et consolide sa majorité après les élections de 2022.

## Situation personnelle

### Origines
Viktor Mihály Orbán naît le 31 mai 1963 à Székesfehérvár, dans le comitat de Fejér, au sein d'une famille de la classe moyenne rurale. Il grandit dans le village de Felcsút. Il est le fils de Győző Orbán, ingénieur agronome et militant de longue date du Parti socialiste ouvrier hongrois, et d'Erzsébet Sípos, éducatrice et orthophoniste, qui sont les parents de deux autres garçons, prénommés Győző et Áron, respectivement nés en 1965 et en 1977.

### Formation
Après le déménagement de sa famille à Székesfehérvár en 1977, Viktor Orbán termine ses études secondaires, spécialisées en anglais. Il entreprend ensuite des études de droit à l'université Loránd-Eötvös (Budapest), qu'il intègre après son service militaire de onze mois et demi. C'est durant cette période de service militaire que, confronté à la propagande communiste et à la mauvaise organisation de l'armée, son anti-communisme se développe. À l'université, il sympathise avec Gábor Fodor, son colocataire. Orbán devient président du conseil des étudiants. Au cours de ses études, il rédige un mémoire de Master sur le mouvement polonais Solidarność puis un autre sur le concept de "société civile".
Après l'obtention de son diplôme universitaire, en 1987, il part vivre à Szolnok, dans l'Est du pays, pour une période de deux ans, tout en se rendant périodiquement à Budapest pour y travailler comme sociologue stagiaire au ministère de l'Agriculture et de l'Alimentation.
En 1989, Viktor Orbán obtient une bourse de la fondation Soros pour étudier la science politique et l'histoire de la philosophie libérale britannique au Pembroke College de l'université d'Oxford, en Grande-Bretagne ; son tuteur personnel est le philosophe polonais Zbigniew Pełczyński. Il est aussi très proche de l'historien Norman Stone. Il interrompt son séjour britannique au mois de janvier 1990 afin de se présenter aux premières élections législatives post-communistes.

### Vie familiale
Issu d'une famille protestante calviniste, appartenant à l'Église réformée de Hongrie, Viktor Orbán prend de nettes distances avec la religion au début de sa carrière politique. Lorsque le pape Jean-Paul II se rend en Hongrie, en 1991, le jeune Orbán boycotte l’événement.
En 1986, il se marie avec la juriste Aniko Lévai, d'obédience catholique, avec laquelle il aura cinq enfants : Ráhel, Gáspár, Sára, Róza et Flóra. En 1993, il fait bénir son mariage par le pasteur méthodiste Gábor Iványi (hu), également député libéral. Ce dernier baptise aussi leurs deux premiers enfants, respectivement nés en 1989 et 1992, dans son église de Békásmegyer. Œuvrant auprès des pauvres, des roms et des réfugiés, le pasteur s'oppose ensuite à Viktor Orbán, par ses prises de positions et sa participation à des manifestations contre le gouvernement. Lors de son retour au pouvoir en 2010, Viktor Orbán effectue un virage conservateur « national-chrétien » et resserre ses liens avec l’Église catholique,.
Viktor Orbán est féru de football, sport dont il est joueur semi-professionnel en quatrième division jusqu'en 2006, ainsi que de littérature hongroise. Selon ses dires, il rêvait d'être footballeur professionnel lorsqu'il était jeune, et ne s'est dirigé vers les études de droit qu'en réponse aux demandes pressantes de son père de s'assurer une carrière plus stable. Même devenu Premier ministre, il lui arrive de rater des réunions pour aller s'entraîner avec son club. Il a par ailleurs fait sa première visite en France pour assister à la finale de la coupe du monde 1998 et n'a plus raté aucune finale de cette compétition depuis.
Son fils Gáspár Orbán est lui aussi un temps footballeur, avant de devenir prêtre évangélique, puis officier et finalement agent de la diplomatie hongroise en Afrique,.

## Parcours politique

### Opposant au régime communiste
Le 30 mars 1988, âgé de vingt-quatre ans, Viktor Orbán participe à la fondation de l'Alliance des jeunes démocrates (Fidesz). Il fait partie le 16 juin suivant des personnes arrêtées par la police, avec entre autres Gáspár Miklós Tamás, durant une manifestation commémorant l'exécution d'Imre Nagy, qui a eu lieu trente ans plus tôt.
Un an jour pour jour plus tard, il prononce un discours appelant à la tenue d'élections libres et au départ des troupes soviétiques déployées dans le pays, à l'occasion de cérémonie de « réenterrement » d'Imre Nagy et des autres martyrs de la révolution hongroise de 1956, célébrée sur la place des Héros de Budapest.

« en fait c'est alors, en 1956, que le Parti socialiste ouvrier hongrois nous a privés de notre avenir nous, les jeunes d'aujourd'hui. Dans le sixième cercueil [vide, qui représente les martyrs inconnus de 1956], il n'y a donc pas seulement un jeune assassiné, mais il y repose aussi vingt, ou qui sait combien, de nos années suivantes. »

— Viktor Orbán devant 250 000 personnes sur la place des Héros, le 16 juin 1989
Le discours, retransmis en direct à la radio et la télévision, enthousiasme de nombreux Hongrois et propulse Viktor Orbán dans la vie politique. Peu après, il participe à la délégation de l'opposition à la table ronde des négociations avec le pouvoir communiste.

### Du libéralisme au conservatisme
Élu député à l'Assemblée nationale lors des élections législatives de 1990, le premier scrutin post-communiste hongrois, il devient, en 1992, vice-président de l'Internationale libérale, lors du congrès de Mayence. La même année il participe, avec d'autres jeunes européens jugés prometteurs, à un voyage aux États-Unis qui est offert et organisé par le German Marshall Fund of the United States. En 1993, il prend la présidence de l'Alliance des jeunes démocrates (Fiatal Demokraták Szövetsége, acronyme Fidesz), renommée en 1995 Fidesz-MPP (« MPP » pour Magyar Polgári Párt, Parti civique hongrois). Peu après la mort du Premier ministre József Antall, il fait courir une rumeur selon laquelle sur son lit de mort, Antall l'aurait désigné comme étant son successeur. Le parti délaisse alors son obédience sociale-libérale pour assumer un programme davantage conservateur.
Viktor Orbán conserve son siège à l'Assemblée à la suite du scrutin de 1994, au cours duquel il parvient à faire de son parti la deuxième force politique du pays, après le Parti socialiste hongrois (MSZP).

### Premier mandat de Premier ministre

#### Nomination à35 ans

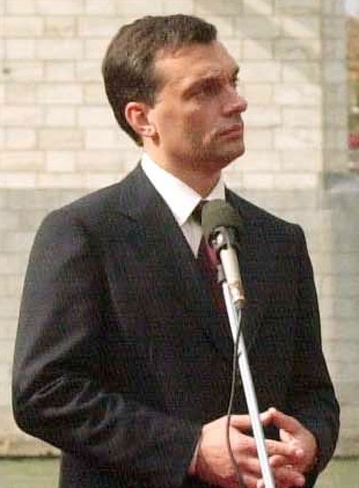
Viktor Orbán en 2001.

Lors des élections du 24 mai 1998, le Fidesz-Union civique hongroise obtient 148 députés sur 386, devenant ainsi le premier parti de Hongrie. Après avoir formé un gouvernement de coalition, comptant 213 élus, avec le Parti civique indépendant des petits propriétaires et des travailleurs agraires (FKgP) et le Forum démocrate hongrois (MDF), Viktor Orbán, âgé de 35 ans, est investi Premier ministre le 6 juillet, sur la proposition du président de la République, Árpád Göncz. Il est alors le plus jeune Premier ministre d'Europe. En 2000, il renonce à la présidence du Fidesz afin de se consacrer à son mandat de Premier ministre.

#### Succès économiques
Sa politique économique vise à diminuer la fiscalité, les cotisations sociales, le chômage et l'inflation, tout en poursuivant la réduction du déficit budgétaire entamée par la coalition de centre gauche de Gyula Horn. Elle a de bons résultats : l'inflation passe de 10,3 % (en 1998) à 4,9 % (en 2002),, tandis que la croissance économique s'élève à plus de 4 % du produit intérieur brut (PIB) et que le déficit public passe sous la barre des 4 % du PIB. Durant ces quatre ans de gouvernement, 12 000 nouveaux logements sont construits et la production industrielle croît de 23 %. En 2001, pour rapprocher le salaire minimum du reste de l'économie en croissance, il le fait augmenter de 56 %.
Il réforme l'administration publique, créant un macroministère de l'Économie, démettant de leurs fonctions les membres des comités directeurs du Fonds de sécurité sociale et de l'Agence centrale de paiements de la sécurité sociale et renvoyant des milliers de fonctionnaires.
Il agit de manière protectionniste, en effectuant de moins en moins les privatisations par Offre publique de vente, ce qui résultait souvent par un achat par une entreprise occidentale, mais de « de gré à gré et entre hongrois ». L'opposition l'accuse régulièrement de corruption à ce sujet, en pointant du doigt les relations qu'il entretient parfois avec les dirigeants des entreprises hongroises qui remportent les marchés.

#### Réforme des institutions
Il instaure un système de motion de censure constructive, mais ne parvient pas à modifier le seuil de la majorité qualifiée, requise notamment pour modifier la Constitution : la volonté du gouvernement était de faire abaisser le minimum des deux tiers des députés à la majorité simple de l'Assemblée, ce qui est déclaré inconstitutionnel par la Cour constitutionnelle. Il augmente les pouvoirs du Premier ministre, ce qui fait dire au sociologue Andras Bozoki que « ce n'est plus le gouvernement qui a un Premier ministre, c'est le Premier ministre qui a un gouvernement ».

#### Politique culturelle et mémorielle
De nombreux investissements architecturaux et historiques sont effectués, notamment à Budapest, avec la reconstruction du Théâtre national, la création de la Maison de la terreur, la rénovation du théâtre cinématographique national, et la reconversion d'une friche industrielle pour y aménager le parc Millenáris.
Ce volontarisme est aussi présent dans le cinéma, où des investissements importants sont faits pour produire des films historiques à grand spectacle. Ces investissements, qui prennent souvent la place des aides attribuées au cinéma indépendant, font la colère des artistes ainsi que des critiques, qui déplorent des films de très mauvaise qualité.
Les commémorations historiques sont fêtées en grande pompe, que ce soit les 150 ans de la révolution hongroise ou encore le millénaire du couronnement d'Étienne Ier et la naissance de l'État hongrois. À cette dernière occasion, la couronne du roi est transportée du Musée national au Parlement, où elle est exposée depuis. Loin d'être anodin pour Orbán, ce geste se veut chargé de symbolique : « Cette couronne, Mesdames et messieurs, rend possible l’entrée de la Hongrie en Europe. C’est en soi une raison suffisante pour que nous l’emportions dans un nouveau millénaire ».
Avec la communauté juive hongroise, l'une des plus importantes d'Europe, sa politique mémorielle est en dents de scie. Orbán choque ainsi la communauté juive en faisant verser des indemnités extrêmement faibles aux survivants hongrois de la Shoah mais c'est aussi son gouvernement qui instaure une journée officielle de commémoration de la Shoah.

#### Politique étrangère
Son mandat est marqué par l'adhésion, en 1999, de la Hongrie à l'OTAN, sans que le pays ne participe pour autant à la guerre du Kosovo. Il autorise cependant les avions de l'OTAN à décoller depuis la Hongrie, ce qui a un rôle stratégique non négligeable car elle est alors le seul pays membre de l'alliance à être limitrophe de la Serbie. Orbán propose aussi d'installer des missiles à charge nucléaire en Hongrie sous l'égide de l'OTAN, ce qui provoque l'outrage de la Russie tout autant qu'une « tempête politique » en Hongrie. Son attitude envers l'OTAN est cependant ambiguë, puisque de 1999 à 2002, les engagements de la Hongrie vis-à-vis de l'Alliance ont été de « moins en moins respectés ».
Le 2 mai 2000, il est le premier chef de gouvernement européen à recevoir le chancelier autrichien Wolfgang Schussel en visite officielle après que celui-ci a formé un gouvernement de coalition avec le Parti de la liberté d'Autriche (FPÖ), un parti nationaliste. Viktor Orbán se met ainsi en porte-à-faux vis-à-vis des pays membres de l'Union européenne, qui ont instauré un cordon sanitaire diplomatique autour de Schussel. Lors d'une visite à Budapest quelques jours plus tard, à l'occasion d'une rencontre avec la communauté française de Hongrie, Lionel Jospin résume les incompréhensions entre les gouvernements européens et hongrois : «  Nous partageons avec nos amis hongrois les mêmes valeurs démocratiques. Le refus de la xénophobie, du racisme et de l'antisémitisme est une valeur essentielle pour l'Europe [...] J'aurai l'occasion de faire part à nos partenaires hongrois des raisons qui nous ont conduit à adopter cette position. ». Orbán marque à nouveau son désaccord : « L'Histoire dira si cette politique a contribué, comme j'en suis convaincu, à limiter le sentiment xénophobe en Autriche ».
En 2001, Orbán et son gouvernement se brouillent avec les États-Unis. Il est d'abord reproché au Premier ministre de ne pas avoir assez condamné les propos d'István Csurka, son allié officieux d'extrême droite, qui a estimé que les attaques du 11 septembre étaient méritées à cause du soutien américain envers Israël. C'est ensuite le choix de la Hongrie, en décembre de la même année, d'acheter des avions de combat Gripen au lieu d'avions américains, qui est la cause d'une nouvelle dissension.
Début 2002, alors que la Hongrie, mais aussi la République tchèque et l'Allemagne sont en pleine campagne pour les élections législatives, il crée des tensions diplomatiques en déclarant que la République tchèque ne doit pas adhérer à l'Union européenne tant que n'ont pas été abolis les décrets Beneš. Orbán cause alors une grave crise (annulation du sommet de 2002) au sein du Groupe de Visegrád dans lequel il s'était pourtant investi de manière importante.
Il fait adopter une loi accordant d'importants droits aux minorités magyares (trois millions de personnes) disséminées dans les pays voisins, ce qui lui attire des critiques des pays concernés (Roumanie, Slovaquie) ainsi que de l'Union européenne.

### Huit années d'opposition

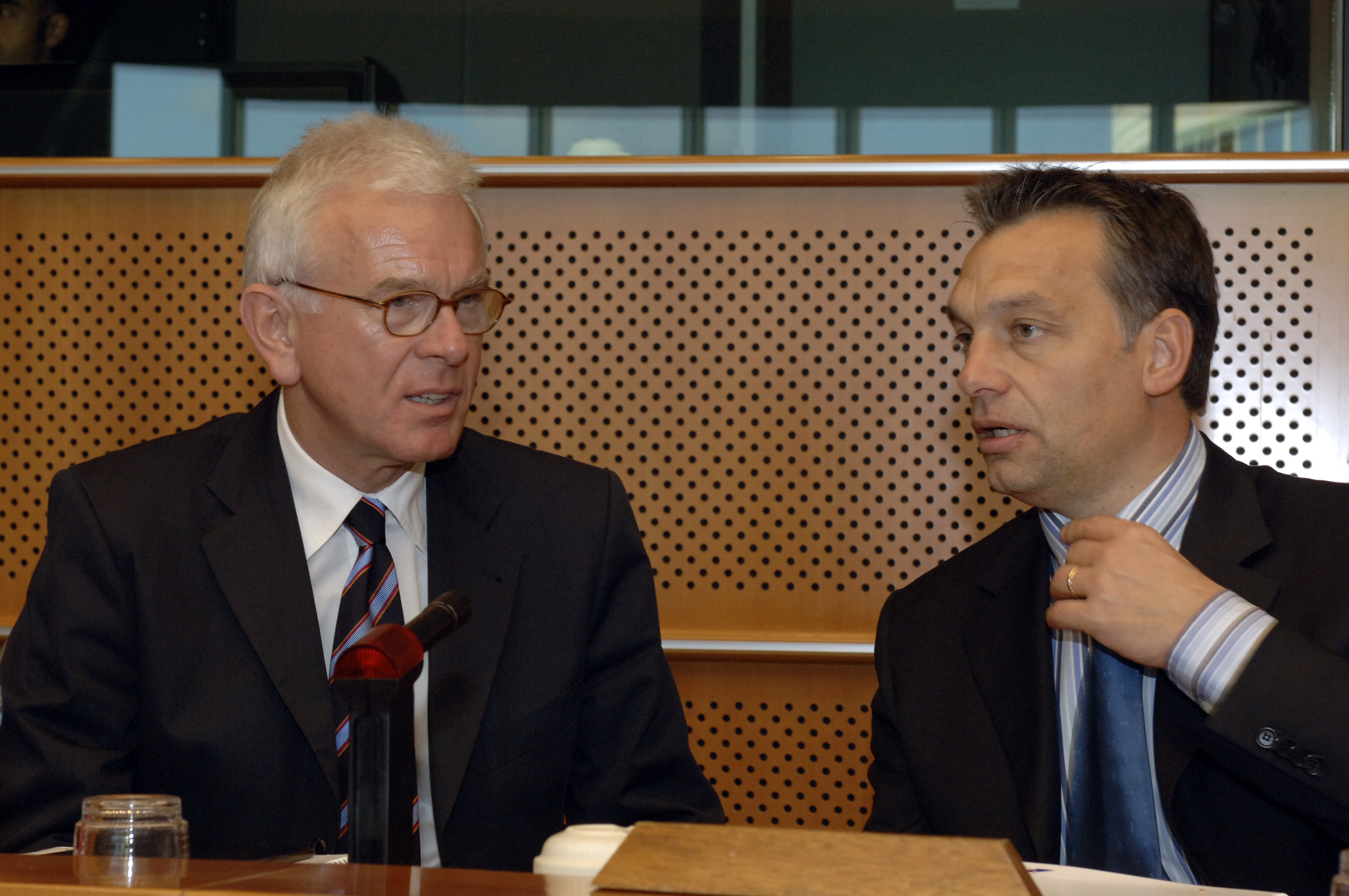
Viktor Orbán avec Hans-Gert Pöttering, en 2006.

Porté par de bons résultats économiques, le Fidesz-Union civique hongroise, coalisé avec le Forum démocrate hongrois (MDF) gagne les législatives de 2002 avec 188 députés, soit dix de plus que le MSZP de Péter Medgyessy. Mais ce dernier s'allie avec l'Alliance des démocrates libres (SzDsZ), seul autre parti représenté à l'Assemblée nationale, avec 20 élus. Viktor Orbán se voit ainsi contraint de renoncer au pouvoir le 27 mai suivant.
En 2003, Orbán se montre sceptique sur une présence de l'armée hongroise aux côtés de la coalition militaire en Irak. Au bout de quelques mois, il s'y oppose virulemment, notamment au parlement.
Aux élections européennes de 2004 , son parti obtient de très bons résultats, avec 13 eurodéputés soit plus de la moitié du nombre (24) d'eurodéputés auxquels a droit la Hongrie. Orbán lui-même est élu eurodéputé. Lors des débats sur la Constitution européenne, il déplore la « laïcisation excessive du texte ».
À l'occasion de la campagne pour le Référendum hongrois sur l'adhésion à l'Union européenne, il fait plusieurs sorties eurosceptiques tout en ne s'opposant pas franchement à l'adhésion. Ainsi, à un journaliste qui lui demande s'il y a plus d'avantages que d'inconvénients à rejoindre l'UE, il répond: « un faible oui ».
En 2005, Orbán réussit à obtenir l'organisation d'un référendum sur l'octroi automatique de la nationalité aux Hongrois de l'étranger. Le texte n'obtient pas les 50 % de participation nécessaires pour être validé, et reste donc sans suite.
Quatre ans plus tard, en 2006, il conduit à nouveau sa formation aux législatives, cette fois en coalition avec le Parti populaire démocrate-chrétien (KDNP), mais il est devancé par le MSZP du nouveau Premier ministre, en place depuis 2004, Ferenc Gyurcsány. Le débat télévisé ayant eu lieu quelques jours plus tôt aurait aussi été fatal à Viktor Orbán. « Selon la presse » hongroise, il y serait apparu « fatigué, voire indécis ». Son avenir à la tête du parti est remis en question, mais le plan de rigueur budgétaire drastique imposé par le gouvernement et la diffusion de propos du chef du gouvernement révélant ses mensonges lors de la campagne de 2006, confirment son statut de chef de l'opposition. Il ne participe cependant pas en personne aux manifestations en face du parlement, préservant ainsi son image des débordements violents qui ont alors lieu. Les élections municipales, qui ont lieu en octobre, sont un très large succès pour le Fidesz et Orbán.
À l'occasion des élections européennes de 2009, son parti remporte 56,3 % des voix et 14 des 22 sièges à pourvoir au Parlement européen.
Durant ces années d'opposition, il continue à avoir des contacts importants à l'étranger. Il est ainsi invité d'honneur de l'université d'été de l'Union pour un mouvement populaire en 2003. Il rencontre aussi les présidents de la République française Jacques Chirac et Nicolas Sarkozy, lors de leurs voyages officiels respectifs en Hongrie,.

### Premier ministre pour la seconde fois

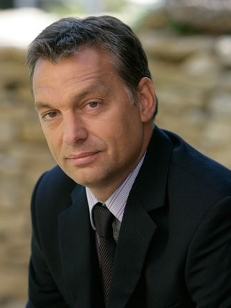
Viktor Orbán en 2010.

#### Retour au pouvoir
Chef de file du Fidesz-Union civique hongroise, toujours coalisée avec le KNDP, pour la cinquième fois à l'occasion des législatives de 2010, il obtient 52 % des voix et acquiert 263 sièges sur 386, alors que la majorité qualifiée des deux tiers est de 258 élus. Le 29 mai, sur la proposition du président de la République László Sólyom, validée par l'Assemblée nationale, Viktor Orbán retrouve la fonction de Premier ministre, devenant le premier chef de gouvernement hongrois appelé à cette fonction pour la deuxième fois non consécutive.
Quelques semaines plus tard, le 29 juin 2010, le candidat qu'il soutient lors de l'élection présidentielle, Pál Schmitt, est largement désigné chef de l'État par les parlementaires ; celui-ci prend officiellement ses fonctions le 6 août suivant, faisant du Fidesz le parti détenteur des trois plus hautes fonctions de l'État (présidence de la République, Premier ministre, président de l'Assemblée nationale).

#### Loi sur les médias
Fin 2010, il fait adopter une loi sur le contrôle des médias, très critiquée dans plusieurs pays de l'Union européenne et par l'Organisation pour la sécurité et la coopération en Europe (OSCE), juste avant que son pays ne prenne, pour six mois, la présidence du Conseil de l'Union européenne. Début février il accepte finalement de modifier ou supprimer de la loi les éléments selon lui les plus controversés, un accord jugé insuffisant par le quotidien de centre-gauche Népszabadság, qui avait saisi la Cour constitutionnelle le 10 janvier pour faire annuler la loi. En 2010, un Conseil des médias (Médiatanács) est créé pour encadrer la liberté de la presse ; son président est nommé par le Parlement pour une durée de neuf ans.

#### Réformes constitutionnelles

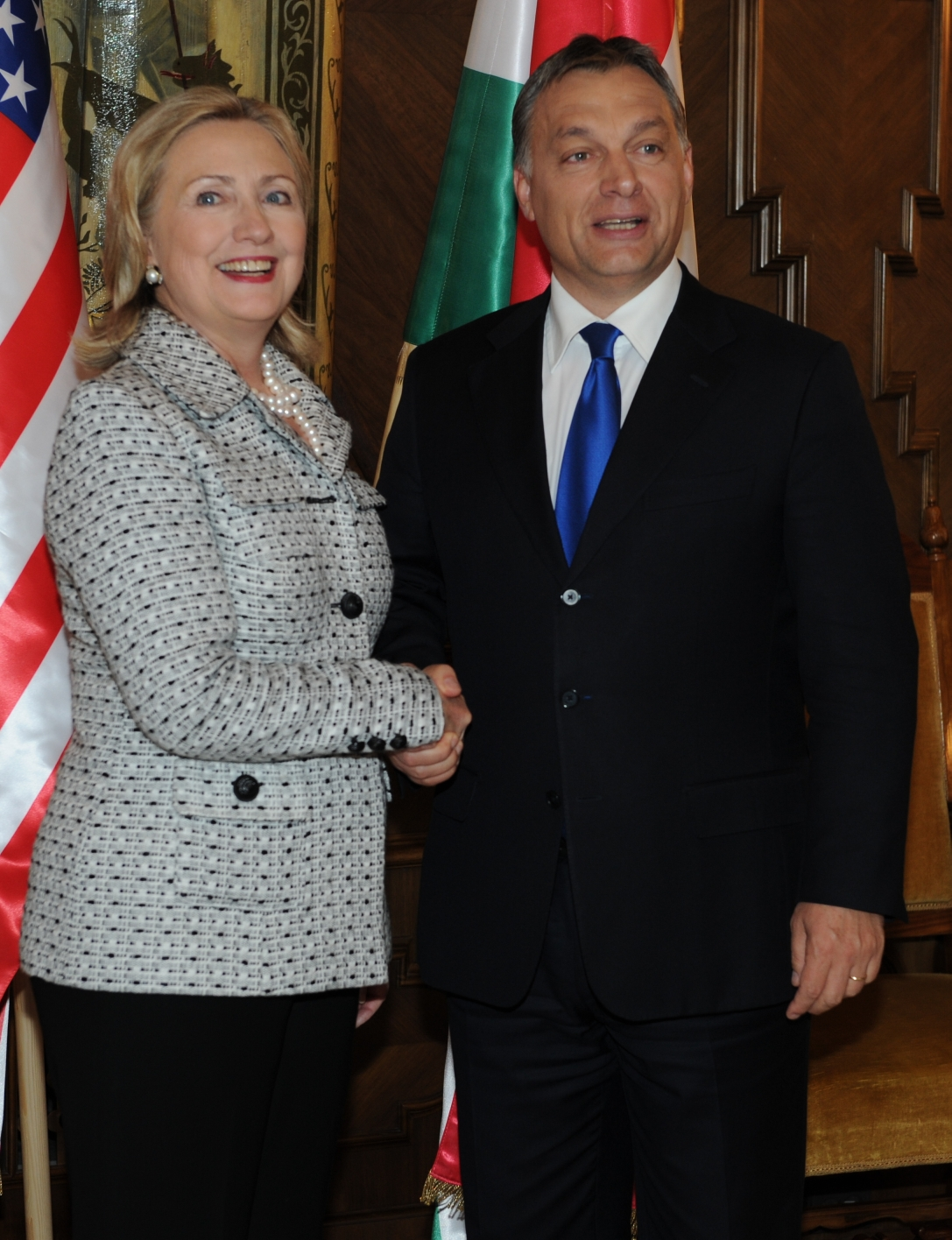
Hillary Clinton, secrétaire d'État des États-Unis, saluant Viktor Orbán à l'issue d'un entretien à Budapest, en 2011.

Le 25 avril 2011, à la suite d'une consultation d'un an auprès des citoyens, l'Assemblée nationale adopte une nouvelle Constitution (« Loi fondamentale de la Hongrie »), avec les seules voix du Fidesz, qui détient la majorité requise des deux tiers des sièges. Cette Constitution crée la controverse dans les pays occidentaux, en raison de références aux racines chrétiennes et à « l'histoire millénaire » du pays, de l'affirmation du mariage entre un homme et une femme et de la protection de la vie dès son commencement. Les voisins slovaques et roumains s'inquiètent quant à eux de l'octroi de la nationalité aux Hongrois citoyens des pays voisins. L'article qui prévoyait « un salaire égal pour un travail égal » est supprimé et le droit de grève restreint. La nouvelle Constitution, en vigueur le 1er janvier 2012 rend rétroactivement responsables les dirigeants du Parti socialiste hongrois, issu de l'ancien Parti communiste, des « crimes commis sous le régime communiste jusqu'en 1989 ».
Le 11 mars 2013, Viktor Orbán fait adopter une quatrième modification de la Loi fondamentale par 265 voix pour, 11 contre et 33 abstentions. Les socialistes boycottent le vote alors que le parti vert LMP demande aux députés du Fidesz de voter contre. L'amendement modifie le rôle de la Cour constitutionnelle, qui s'était déclarée compétente pour juger de la compatibilité de futurs amendements avec la Loi fondamentale, en la faisant uniquement juge du droit et en lui interdisant la possibilité de se référer à sa jurisprudence d'avant l'entrée en vigueur de la Constitution de 2012. Cet amendement réintroduit aussi des dispositions annulées par cette Cour, dont la possibilité d'expulser les sans-abri des lieux publics. L'Union européenne et les États-Unis s'opposent à cette modification. En novembre 2013, le gouvernement Orbán fait passer plusieurs lois au Parlement, instaurant notamment la détention provisoire illimitée.
Les opposants du gouvernement l'accusent d'accumuler les pouvoirs : de grands commis d’État issus du Fidesz sont nommés pour neuf ou douze ans, des assemblées locales sont remplacées par des administrateurs du gouvernement ou voient leurs pouvoirs sensiblement réduits, et le gouvernement multiplie des nominations à des fonctions stratégiques (cours de justice, agences d’évaluation de l’État, médias, universités, institutions culturelles, etc.).

#### Réformes électorales
Le 23 Décembre 2011, le parlement adopte une loi qui réduit quasiment de moitié (de 386 à 199) le nombre de députés. Le tracé des circonscriptions est aussi modifié; elles sont agrandies afin de correspondre au nouveau nombre de députés. Cet agrandissement semble suivre un schéma commun : « des circonscriptions de grandes villes sont rattachées à des circonscriptions composées de petits villages pro-Fidesz »

#### Mesures économiques
Le gouvernement Orbán entreprend une politique de nationalisme financier, incarnée par le ministre de l'Économie, György Matolcsy. Les caisses de retraites privées, mises en place en 1997 par les socialistes sur le conseil de la Banque mondiale, sont nationalisées pour un montant de 10 milliards d'euros,. La dernière tranche de prêt du FMI est rejetée et la Hongrie s'acquitte de la dette contractée.
Rejetant la politique prônée par le FMI, Viktor Orbán cherche à respecter l'objectif de déficits publics en dessous de 3 % du PIB au moyen de taxes sur les grandes entreprises. Le gouvernement institue ainsi une « taxe de crise », d'abord sur les banques et les produits financiers, puis sur les entreprises de l'agroalimentaire, de la grande distribution, de l'énergie et des télécommunications. Un taux d'imposition unique sur les revenus, fixé à 16 %, est inscrit dans la nouvelle Constitution.
La Banque centrale voit son indépendance se réduire – à rebours des principes de l'Union européenne – et se voit accorder un droit de veto sur le budget de l'État,.
Viktor Orbán réduit également les dépenses de fonctionnement de l'État : diminution de 5 % du nombre de fonctionnaires, réduction à huit du nombre de ministères, division par deux du nombre de députés, interdiction faite aux ministres de verser des primes aux hauts fonctionnaires tant que le budget du pays est en déficit.
Il établit des droits d’entrée à l'université et relève des tarifs de santé, notamment pour les diabétiques légers ne suivant pas le régime alimentaire préconisé par leur médecin,. Il se montre réservé sur les prestations sociales : d'après le journal de gauche allemand Die Tageszeitung, le gouvernement a proposé de faire appel à des policiers à la retraite pour surveiller les allocataires d'aides sociales ou de chômage effectuant des travaux d'intérêt général, qui sont exigés par la loi à partir de septembre 2011 en contrepartie du versement des aides ; plusieurs observateurs parlent de « camps de travail » visant notamment les Roms,,,,. Il est également procédé à des réductions budgétaires dans les domaines des arts et de la recherche.
À partir de 2013, les personnes sans-abri s'exposent à une amende de 500 euros. En 2018, un amendement constitutionnel interdit la « résidence habituelle dans un espace public », tandis qu'une nouvelle loi prévoit que les sans-abri dormant dans la rue auxquels la police aura adressé trois avertissements en moins de trois mois pourront faire l'objet d'une peine d'emprisonnement. Plusieurs tribunaux refusent d’appliquer cette loi.
En 2018, Blaise Gauquelin, journaliste au Monde, indique : « Viktor Orban a réussi à corriger les excès du libéralisme observés dans tout l’espace post-soviétique après 1989 et particulièrement en Hongrie, l’économie la plus ouverte avant son retour au pouvoir en 2010. […] Mais des questions importantes sont toujours sans réponses : comment améliorer l’état catastrophique du système hospitalier ? Comment mettre fin à la fuite des cerveaux, à la pénurie de main-d’œuvre ? ».
Le gouvernement adopte fin 2018 une loi de « flexibilisation » du temps de travail donnant notamment le droit aux employeurs d’exiger de leurs salariés jusqu’à 400 heures supplémentaires par an, soit l’équivalent de deux mois de travail, payables trois ans plus tard.
Au cours de l’année 2019, en raison notamment du niveau élevé des exportations et de la forte émigration en raison des faibles salaires dans le pays, le taux de chômage tombe à 3,4 %, un record dans l’histoire du pays.

#### Réélection de 2014
Les élections législatives de 2014 voient une large victoire du Fidesz, qui obtient 44,9 % des voix au scrutin de liste et 44,1 % au scrutin uninominal. Le parti conserve ainsi sa majorité des deux tiers au Parlement, ce qui est interprété comme un plébiscite pour la politique menée par Viktor Orbán,. Il est réélu Premier ministre le 10 mai 2014.

#### Crise migratoire en Europe

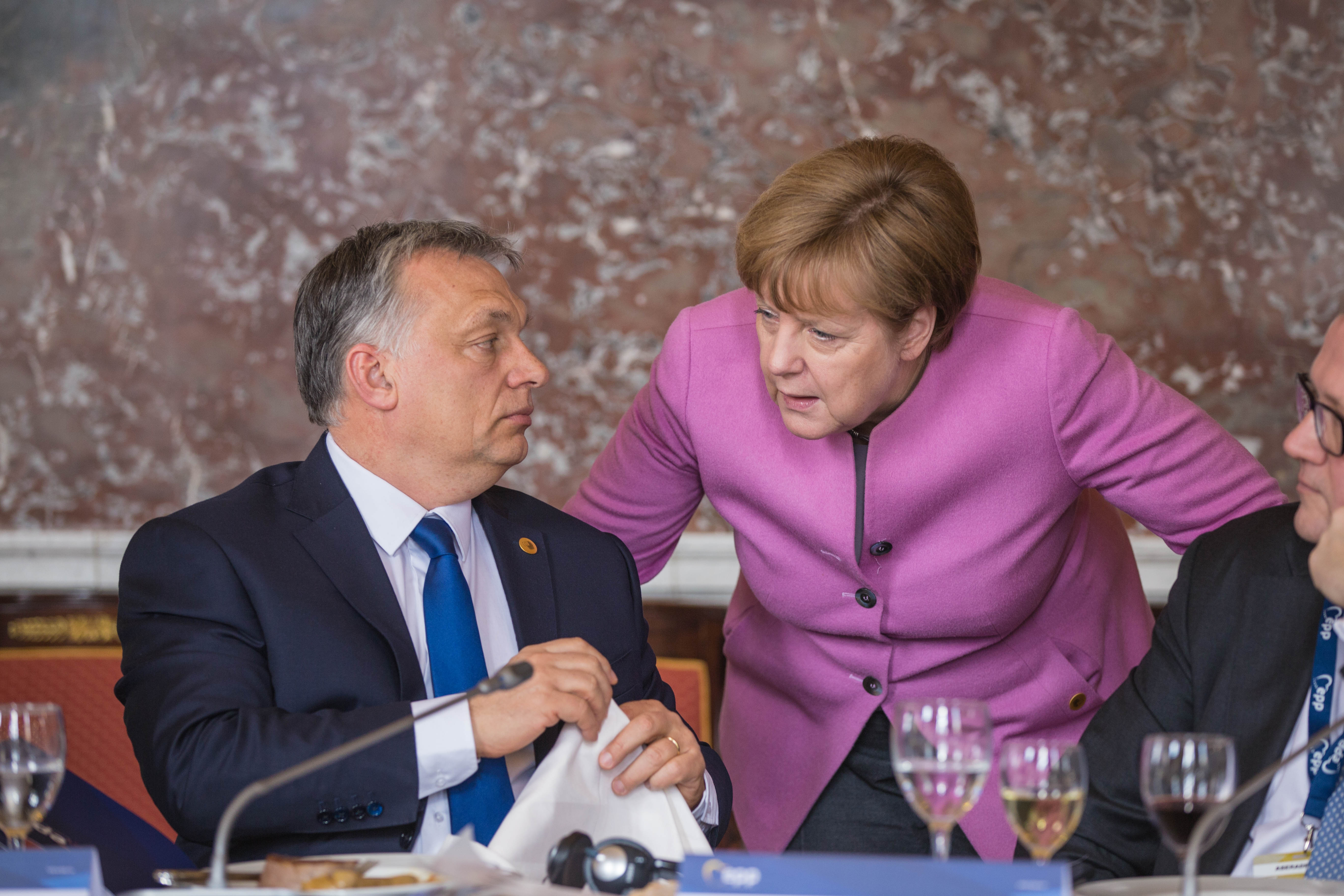
Viktor Orbán et Angela Merkel en 2017.

Lors de la crise migratoire en Europe, la Hongrie devient l'un des pays les plus affectés par l'immigration illégale : plus de 100 000 entrées illégales dans ce pays sont rapportées par Frontex de janvier à juillet 2015. Estimant que l'Union européenne ne prend pas les mesures nécessaires pour contenir les importants flux de population entrant illégalement dans l'espace européen par la frontière serbo-hongroise, le gouvernement hongrois décide la construction en juin 2015 d'une barrière entre la Hongrie et la Serbie.
Le 21 septembre 2015, à l'initiative du gouvernement Orbán, le parlement hongrois adopte une loi qui renforce les pouvoirs de l'armée et de la police à l'égard des migrants et qui autorise l'armée à utiliser tout moyen de contrainte, notamment balles en caoutchouc et engins pyrotechniques, mais pas en vue de tuer,,,. L'ancien commissaire européen Louis Michel réagit en déclarant que l'Union européenne doit suspendre le droit de vote de la Hongrie au Conseil, estimant que Viktor Orbán « renie nos principes les plus fondamentaux ».
Sa façon de traiter les migrants est critiquée : interdiction d'accès pendant plusieurs jours à la gare de Budapest-Keleti, construction d'une barrière entre la Hongrie et la Serbie, peine d'emprisonnement pour franchissement illégal de la frontière et refus de quotas européens pour la répartition des réfugiés. Il est invité par le président de la CSU et ministre-président de Bavière, Horst Seehofer, pour « chercher une solution » à la crise migratoire alors que les critiques vis-à-vis de la politique d'accueil d'Angela Merkel augmentent.
Mais fin 2015, The Financial Times analyse que la transformation soudaine des politiques européennes en matière de contrôle des frontières a semblé donner raison au dirigeant hongrois : « Même les adversaires les plus virulents du leader hongrois ont été contraints d’imposer un contrôle renforcé de l’immigration ». L'Autriche, qui par la voix de son chancelier fédéral, Werner Faymann, avait très sévèrement condamné ces mesures, annonce son intention de mettre en place une clôture. Pendant cette crise, la Hongrie resserre ses liens avec la Pologne, la Slovaquie et la Tchéquie, qui veulent coopérer pour assurer la sécurité de leurs frontières. Un sondage publié en décembre 2015 montre que le soutien des Hongrois à Viktor Orbán est monté à 48 %, contre 32 % avant la crise des migrants, faisant de lui l’un des dirigeants en Europe centrale les plus populaires,.
En 2016, Viktor Orbán prend l'initiative d'organiser un référendum sur la relocalisation de migrants en Hongrie, dont le résultat en octobre est de 98,3 % des votes exprimés en faveur du choix qu'il défend, le « non ». Mais la participation étant de seulement 40 %, le référendum est invalidé. En mars 2017, il lance à nouveau une consultation nationale au moyen d'un questionnaire « Arrêtons Bruxelles ! », envoyé à chaque foyer hongrois et portant sur des points dont la plupart ne sont en fait pas menacés par des décisions européennes selon l'opposition,.
En mars 2017, son gouvernement propose de loger les demandeurs d'asile dans des logements aménagés dans des conteneurs le temps d'examiner leur situation. D'après France Info, ces « détentions systématiques » pourraient être contraires aux directives européennes.

#### Quatrième et cinquième mandats

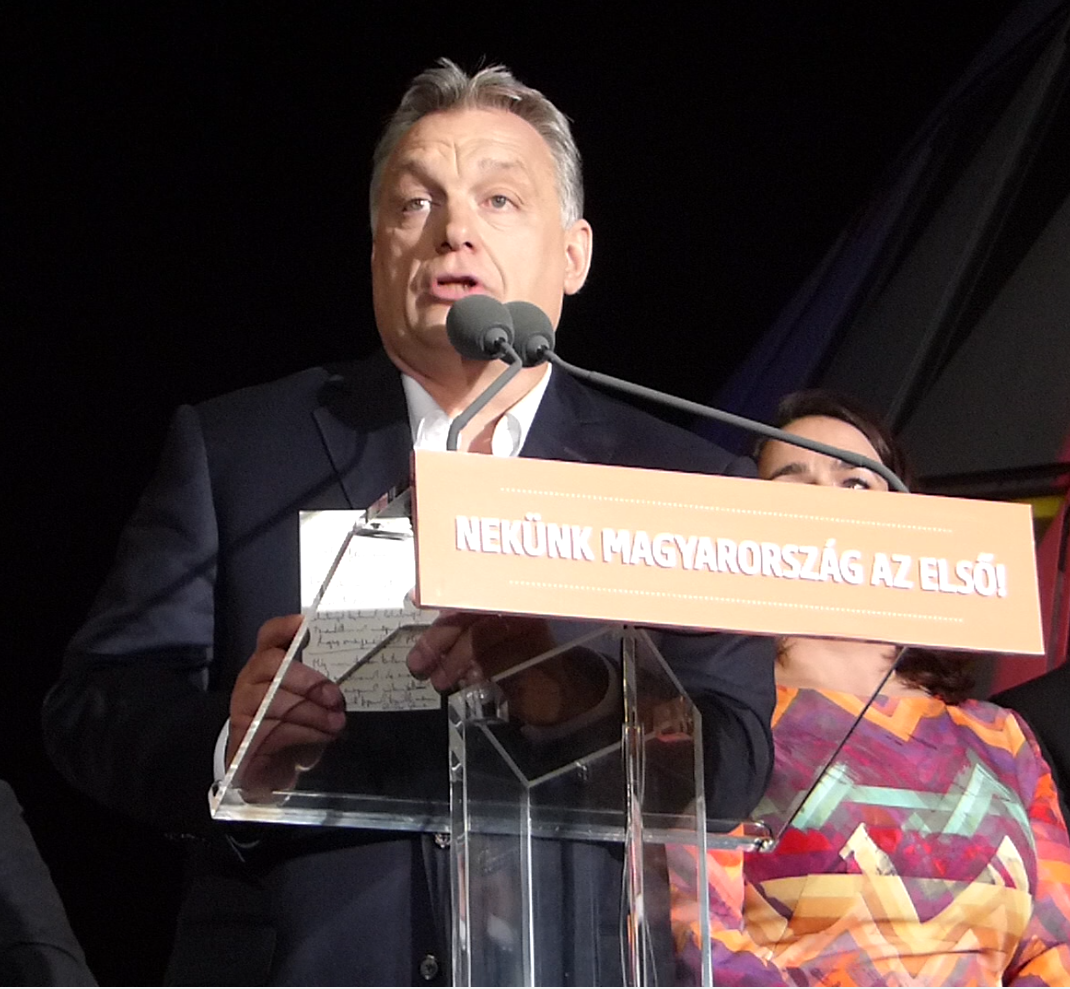
Discours de victoire de Viktor Orbán le 8 avril 2018.

Tout au long de son troisième mandat, le Fidesz maintient sa première position dans les sondages, avec entre 40 et 50 % d'intentions de vote. Alors que la campagne électorale des élections législatives de 2018 mène la presse à douter de l'obtention de la majorité qualifiée des deux-tiers, le Fidesz est reconduit au pouvoir avec 133 sièges sur 199 (49,3 % des suffrages au scrutin de liste et 47,9 % au scrutin uninominal), soit autant que quatre ans plus tôt. Le Jobbik arrive en deuxième position avec 26 sièges (autour de 20 % des voix). Viktor Orbán est réélu par l'Assemblée nationale le 10 mai 2018.
Les élections européennes de 2019, marquées par une participation record en Hongrie, voient une nouvelle victoire de son parti (53 %), qui arrive loin devant la Coalition démocratique (16 %). Cependant, le progrès des partis eurosceptiques et opposés à l'immigration au sein du Parlement européen est plus réduit que ce qu'il espérait. À la suite de ce scrutin, il se fait le porte-parole du groupe de Visegrád pour s'opposer à la candidature du travailliste néerlandais Frans Timmermans à la présidence de la Commission européenne, celui-ci s'étant affiché en opposant résolu à la politique migratoire des gouvernements d'Europe centrale en tant que premier vice-président de la Commission européenne. L'échec de Timmermans est perçu comme un signe du renforcement de l'influence d'Orbán au sein de l'Union européenne. Il se montre élogieux à l'égard d'Ursula von der Leyen, dont l'élection de justesse est notamment due au soutien du Fidesz. Selon Slate, « bien qu'il ait envisagé une coalition eurosceptique avec Salvini et Strache plombée par l'Ibiza Gate et frôlé de peu l'exclusion de la droite continentale, Viktor Orbán n'a rien perdu de son entregent au PPE » : plusieurs de ses proches conservent ainsi des fonctions importantes au sein du Parlement européen. Il défend la candidature de László Trócsányi, son ancien ministre de la Justice, pour un poste de commissaire européen. La Hongrie obtient le portefeuille « Voisinage et élargissement », prestigieux et stratégique, précédemment détenu par l’Autrichien Johannes Hahn : le pays est de longue date favorable à l’adhésion de ses voisins des Balkans, qui constituent l'essentiel des candidats à l'élargissement.
Le 30 novembre 2020, dépassant Kálmán Tisza, il devient celui qui a exercé le plus longtemps la fonction de Premier ministre de Hongrie.

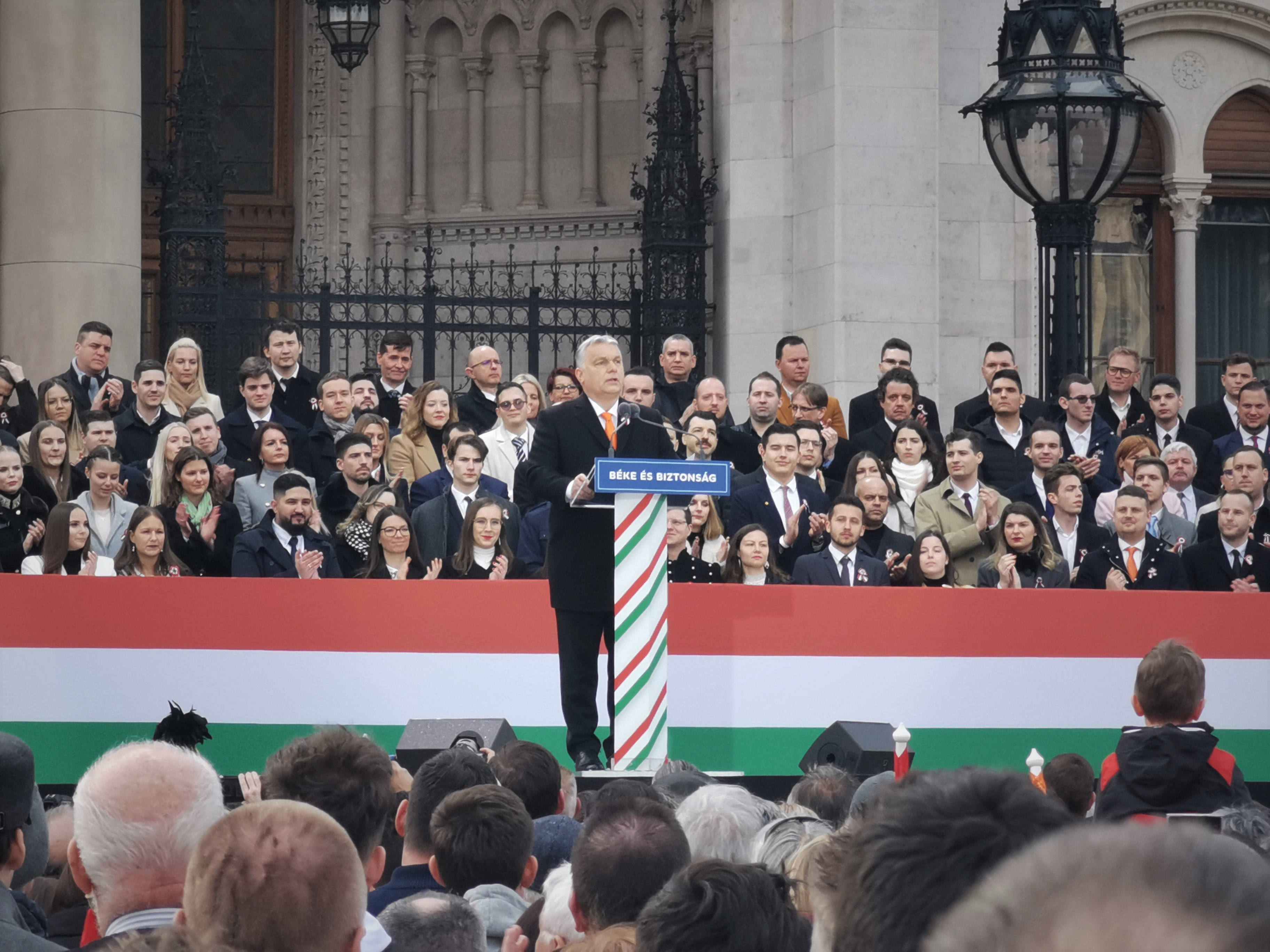
Viktor Orbán en mars 2022.

Lors de l'élection présidentielle du 10 mars 2022, Viktor Orbán parvient à faire élire sa candidate, Katalin Novák, avec 73 % des voix parlementaires. Le 10 mai suivant, en dépit d'un scrutin que la presse annonçait serré contre une opposition coalisée pour le défaire, il remporte largement les élections législatives, avec 54,1 % des voix, conservant sa majorité des deux tiers à l'Assemblée nationale et obtenant même deux sièges supplémentaires par rapport à 2018.

## Prises de position

### Orientation
En 2024 France Info le classe comme un « premier ministre d'extrême droite ». Il est connu également pour son positionnement pro-Vladimir Poutine, notamment sur le dossier ukrainien.
En 2023, Viktor Orban est considéré comme un nationaliste ultra-conservateur « qui a fini par absorber les valeurs d’extrême droite ».
En 2022, Viktor Orban « exprime son rejet d'une société "multi-ethnique" et des "non-Européens" en déclarant : "Nous ne voulons pas être une race mixte" ».
Il est présenté par ailleurs comme une figure majeure de l'extrême droite européenne en raison de ses positions en faveur de « la famille traditionnelle », de ses attaques contre les minorités et les immigrés Viktor Orban finance plusieurs mouvements d'extrême droite en Europe ; ainsi en 2024 sous l'impulsion de V. Orban le parti de Macédoine du Nord Skopje se voit accorder par la banque d'État hongroise Eximbank un prêt de 500 millions d'euros à un taux d'intérêt nul les trois premières années ; en 2022, Marine Le Pen à la tête du parti d'extrême droite français le Rassemblement national se voit accorder pour sa campagne présidentielle par un proche ou « homme de paille » de Viktor Orban, dirigeant une banque hongroise (MBH), un prêt de 10,5 millions d’euros. En 2023, le parti espagnol Vox bénéficie d'un prêt de la même banque d'un montant de 9 millions d’euros,,,,,,
En 2024, Le Monde écrit que Fidesz , le parti fondé par Viktor Orban, « a glissé progressivement vers une extrême droite assumée. Contrairement aux partis atlantistes comme les Frères d’Italie, il incarne désormais un courant autoritaire et prorusse.». De même le site Toute l'Europe classe Fidesz à l'extrême droite en 2024 et en 2023 France Info estimait que Fidesz étant au pouvoir, la Hongrie était gouvernée par l'extrême droite.
Jean-Yves Camus affirmait en 2018 que Viktor Orbán « n’est pas un homme d’extrême-droite », mais « un populiste de droite ». Selon lui, « les positions qu’il défend sur les questions d’immigration et d’accueil des réfugiés le rapprochent beaucoup d’un certain nombre de mouvements d’extrême-droite européenne, mais son parti le Fidesz est membre du Parti populaire européen (PPE) ».
Orban a souvent revendiqué son admiration pour Charles de Gaulle, notamment pour justifier la constitution qu'il a fait instaurer en 2010, qu'il compare à celle de la Vème République. Il a aussi plusieurs fois affirmé son admiration pour Nicolas Sarkozy,,.

### Relations internationales
Avant de redevenir Premier ministre en 2010, Viktor Orbán est un des principaux opposants à la présence soviétique en Hongrie, puis aux relations privilégiées entretenues avec la Russie par les Premiers ministres socio-démocrates l'ayant précédé entre 2002 à 2010. Il dénonce ainsi vigoureusement le faible soutien donné à la révolution orange et à Viktor Iouchtchenko. Dans les années 2010, il se rapproche du président russe, Vladimir Poutine, notamment pour assurer aux Hongrois des tarifs peu élevés en matière d'énergie,. Viktor Orbán réclame notamment la levée des sanctions de l'Union européenne contre la Russie.
De 2002 à 2012, il est l'un des vice-présidents du Parti populaire européen.
Après les élections européennes de 2014, il soutient le Premier ministre britannique, David Cameron, pour l'élection à la présidence de la Commission européenne, et vote contre Jean-Claude Juncker. En 2017, il soutient la reconduction de Donald Tusk à la présidence du Conseil européen, alors que le gouvernement polonais, dont le positionnement est jugé proche de celui de Viktor Orbán, s'y oppose. À l'occasion des élections fédérales allemandes de 2017, il dit « prier » pour une victoire de la chancelière Angela Merkel, qu'il juge « plus amicale envers les Hongrois » que Martin Schulz, son adversaire social-démocrate. Lors de la primaire interne organisée par le Parti populaire européen en vue des élections européennes de 2019, il apporte son soutien à la candidature de Manfred Weber comme tête de liste face à Alexander Stubb, avant de le lui retirer, l'accusant d’avoir « offensé » son pays. Durant la campagne, il formule le souhait de voir les conservateurs européens nouer une alliance avec les « partis patriotiques de droite », citant l’exemple du gouvernement autrichien, qui réunit la droite et l'extrême droite. Après les élections européennes de 2019, il se félicite d'avoir entravé la candidature de Frans Timmermans à la présidence de la Commission européenne. Les eurodéputés du Fidesz, dont il est le président, donnent des voix décisives à Ursula von der Leyen, qui lui permettent d'être élue présidente de la Commission.
En se rapprochant de pays de langues turques comme le Kirghizistan et la Turquie, il promeut une vision touraniste de l'origine du peuple hongrois. Par ailleurs, il soutient l'adhésion de la Turquie à l'Union européenne, affirmant que la stabilité du pays est un moyen d’éviter une nouvelle vague migratoire en Europe.
Il apporte son soutien à l’Azerbaïdjan dans la guerre l'opposant en 2020 à l’Arménie.
Alors qu'en 1989, il avait protesté devant l'ambassade de Chine contre le massacre de la place de Tian'anmen, tout en se réclamant partisan du Tibet libre, il s'est rapproché de la Chine depuis 2010. Il encourage ainsi la première installation d'un campus d'une université chinoise en Europe et la Hongrie autorise l'administration de vaccins chinois contre le COVID-19 alors qu'ils ne sont pas homologués par l'Union européenne.
Durant la campagne pour l'élection présidentielle française de 2022, Orbán affirme ouvertement son soutien à Marine Le Pen. C'est de plus grâce à une banque hongroise qui appartient à Lőrinc Mészáros, un ami d'Orbán, que Marine Le Pen peut financer sa campagne électorale et donc participer à l'élection.
Devenu proche de Vladimir Poutine, Viktor Orbán tient une ligne pro-russe à partir des années 2010. Après avoir condamné l'invasion de l'Ukraine par la Russie et s'être rallié aux sanctions occidentales contre la Russie en 2022, il estime l'année suivante qu'il faut négocier avec cette dernière pour ramener la paix en Europe,. Cette ligne génère des tensions au sein de l'Union européenne, qui soutient majoritairement l'Ukraine.
Après les élections européennes de 2024, Viktor Orban initie le troisième groupe du Parlement européen « Patriotes pour l’Europe ». Il lui donne pour objectifs de se positionner contre le « soutien militaire à l’Ukraine » et contre « l’immigration illégale » et pour la « famille traditionnelle » et « alléger les contraintes environnementales ». Jordan Bardella prend la tête de ce groupe d’extrême droite, l'Italien Roberto Vannacci est un des six vice présidents du groupe,.

### Réflexions sur la démocratie libérale

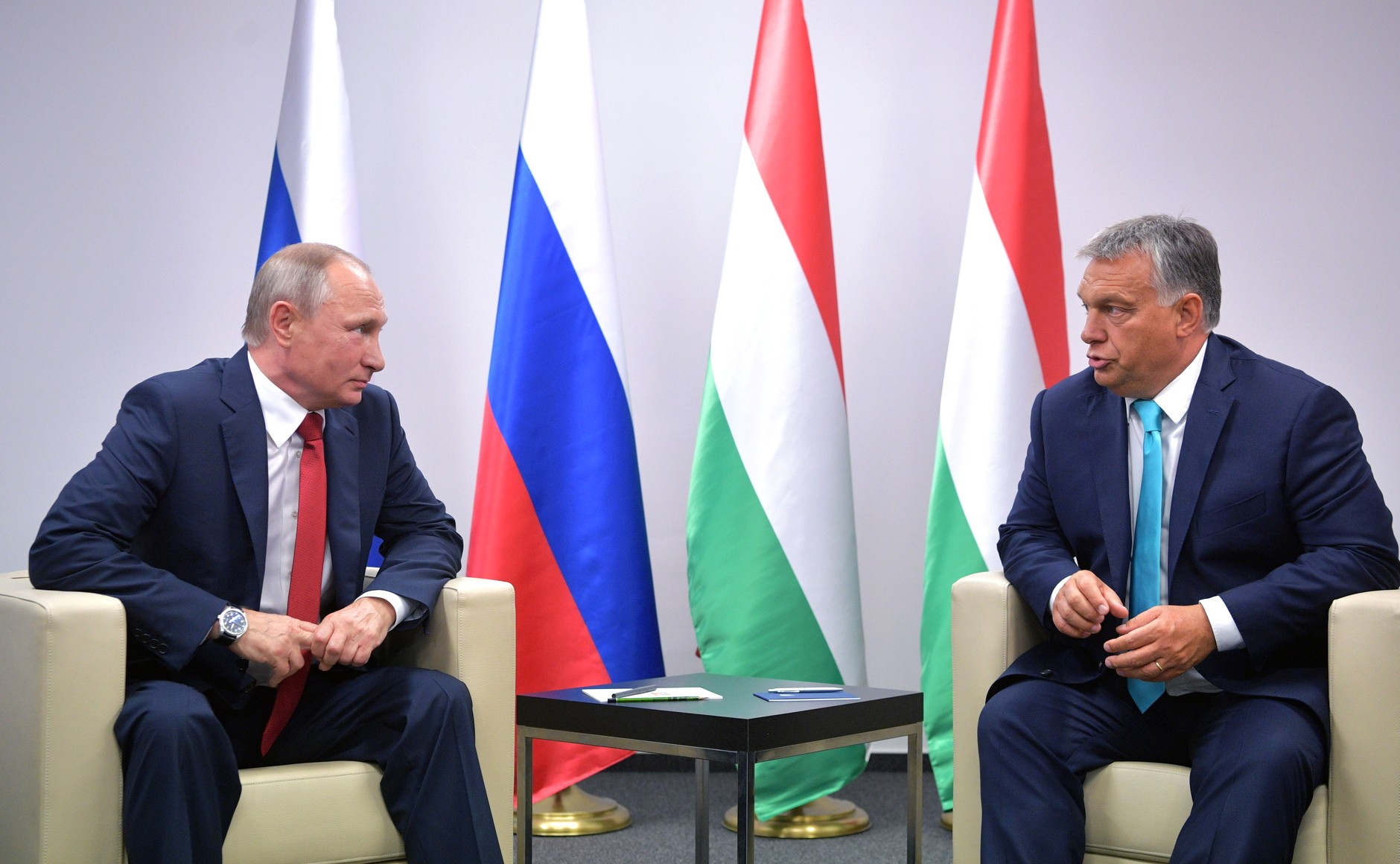
Viktor Orbán avec Vladimir Poutine en 2017.

Viktor Orbán s'est exprimé à plusieurs reprises de manière critique contre l'idée que la démocratie implique le libéralisme politique. Il affirme ainsi « qu'une démocratie n'est pas nécessairement libérale, et que même sans être libéral, on peut être démocrate […] La démocratie libérale n'a pas été capable d'obliger les gouvernements à défendre prioritairement les intérêts nationaux, à protéger la richesse publique et le pays de l'endettement »,.
En juillet 2014, Viktor Orbán déclare à Băile Tușnad (en hongrois Tusnádfürdő) que la Hongrie veut construire « une société basée sur le travail qui assume […] ne pas être de nature libérale », « un État illibéral (illiberális) et non pas un État libéral ». Il ajoute : « un thème fréquent aujourd'hui dans la réflexion [politique] est de comprendre les systèmes qui ne sont pas occidentaux, pas libéraux, pas des démocraties libérales, peut-être même pas des démocraties, et qui apportent quand même le succès à leurs nations, […] Singapour, la Chine, l'Inde, la Russie, la Turquie »,.
Pour Orbán, cet État illibéral « ne renie pas les valeurs fondamentales comme la liberté », mais « ne fait pas de l'idéologie libérale un élément central de l'organisation étatique »,.
Mis à part la question de l'immigration, il reste cependant difficile de mesurer les implications concrètes de l'illibéralisme en Hongrie, dans la mesure où la politique menée par Viktor Orbán est — malgré les tensions récurrentes avec la Commission européenne — strictement encadrée par les traités de l'Union européenne, tant sur un plan institutionnel que géopolitique,.

### Immigration

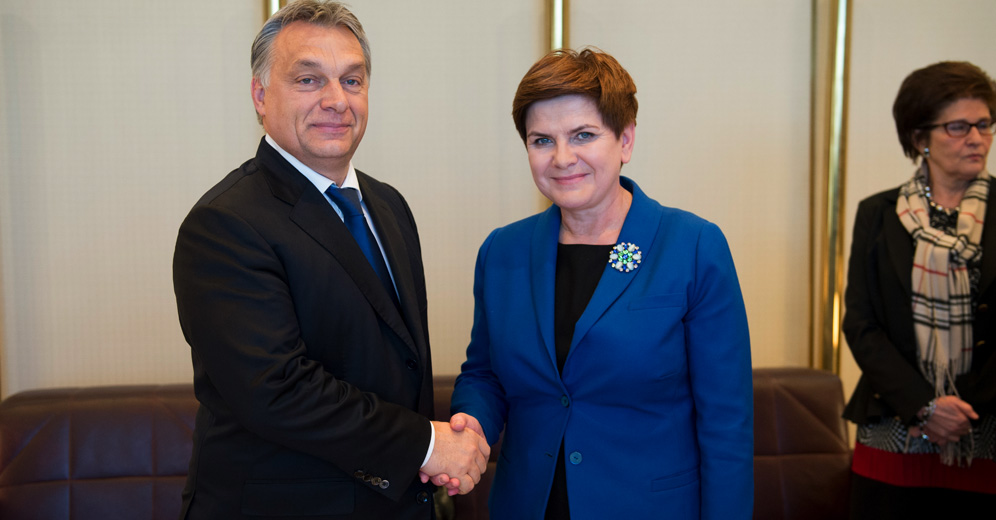
Viktor Orbán avec Beata Szydło, lors d'une réunion du groupe de Visegrád à Prague, en 2015.

Dès juin 2014, il fustige la politique « libérale » de l’Union européenne en matière d’immigration. En août 2014, il déclare qu’après avoir gagné les élections législatives, l’un des principaux objectifs de son mandat serait de mener une lutte farouche contre l’immigration : « l’objectif est de mettre fin à l’immigration par tous les moyens […]. Je pense que l’actuelle politique libérale en matière d’immigration, pourtant considérée comme évidente et moralement fondée est en fait hypocrite ».
Le 12 janvier 2015, après les attentats islamistes en France, Orbán réaffirme son opposition à l’immigration. En septembre de la même année, il présente les musulmans comme un danger pour la civilisation européenne.
Avec la Slovaquie, la Tchéquie et la Roumanie, il s'oppose à la politique des quotas de migrants promue par Angela Merkel.
Face au faible taux de fécondité en Hongrie (1,5 enfant par femme), il refuse d’avoir recours à l’immigration extra-européenne, préférant une relance de la natalité hongroise. Dans ce cadre, il lance en 2019 un plan de soutien aux familles et naissances pour un total de 4,8 % du PIB hongrois. Les mesures mises en place comprennent une exemption à vie de l’impôt sur le revenu pour toute femme ayant élevé au moins quatre enfants, l’accord de prêts de 30 000 euros aux couples mariés n’ayant pas à rembourser en cas de naissance de trois enfants ou encore des subventions pour des voitures familiales.

### Rapport au christianisme
Issu d’une famille calviniste, il défend une stricte séparation de l’Église et de l’État au début des années 1990, lorsque le Fidesz est une formation libérale d’opposition. Il se rapproche de l’Église catholique dans la deuxième moitié des années 1990. Après son arrivée au pouvoir en 2010, il se réfère massivement au christianisme : il fait inscrire la référence à Dieu dans la Constitution adoptée en 2011 et se montre en train de prier dans son bureau, entouré de sa famille, tandis que son gouvernement confie une proportion non négligeable d’écoles communales aux Églises,.

### Droits LGBT
À partir de 2010, Viktor Orbán prend des initiatives contre l'avancée des droits LGBT au motif qu’ils seraient incompatibles avec les valeurs chrétiennes et traditionnelles. Cette politique lui attire les critiques de pays occidentaux et ONG internationales, alors que la Hongrie était considérée comme l’un des pays d'Europe centrale et orientale les plus progressistes sur le sujet, avec la dépénalisation de l'homosexualité dans les années 1960 et la reconnaissance de l'union civile en 1996.
La Loi fondamentale adoptée un an après le retour d’Orbán à la tête du gouvernement définit le mariage comme « l’union d’un homme et d’une femme », en excluant de facto les personnes de même sexe (il est par la suite révélé que József Szájer, co-rédacteur de ce texte et proche allié d’Orbán, a participé à des soirées libertines gays, embarrassant ainsi le camp du Premier ministre,). À partir de 2020, l’adoption en Hongrie est constitutionnellement réservée aux seuls couples mariés, tandis que le changement de sexe à l’état civil est proscrit. En 2021, invoquant la protection des enfants, le Parlement interdit aux moins de 18 ans « les contenus qui représentent la sexualité ou promeuvent la déviation de l’identité de genre, le changement de sexe et l’homosexualité »,.

### Propos sur les «races mixtes»
En juillet 2022, il est accusé de racisme et, selon 20 Minutes, d'antisémitisme, après un discours lors d'un déplacement en Roumanie, contre les sociétés multiculturelles. Il affirme : « Nous ne voulons pas être une race mixte », qui se mélangerait avec « des non-Européens »,. Il reprend la rhétorique trumpienne sur l'immigration avant sa rencontre avec celui-ci au Texas,, choquant jusqu'à son propre camp. Sa conseillère sociologue Zsuzsa Hegedus démissionne en effet, à la suite de ces propos dignes de Joseph Goebbels selon elle,,. Orban est accusé de mettre en danger l'unité européenne[source insuffisante],, ce dernier étant accusé d'isoler la Hongrie dans un contexte international tendu après la démission de Mario Draghi, qui favoriserait le risque d’une alliance des pays membres ayant une politique de nationalisme et de populisme.
Le Comité d'Auschwitz se dit « horrifié » de ses propos,.

## Distinctions
En 2001, il reçoit le Freedom Award, un prix remis par l'American Enterprise Institute, un influent cercle de réflexion conservateur. Il reçoit aussi le Prix Franz Josef Strauß (de).
En 2021, le média Politico le classe parmi les 28 personnalités européennes les plus puissantes d'Europe, le distinguant dans la catégorie Doers (« faiseurs »).